# Jezdkovice (zámek)
Empírový zámek stojí na katastrálním území obce Jezdkovice v okrese Opava. Zámek s parkem a ohradní zdí byl zapsán v roce 1964 do Ústředního seznamu kulturních památek.

## Historie
Bedřich Mitrovský z Nemyšle na místě dřevěné tvrze, kterou koupil od Kašpara Rejbnic z Petrovice, nechal postavit v letech 1618–1619 renesanční zámek. V době výstavby Bedřich Mitrovský zemřel. Panství zdědila jeho manželka, vdova Barbora Mošovská, která se znovu provdala za Jana Semoradského ze Semorad. Dalším majitelem byl v letech 1689–1723 baron František Oldřich de Poppen. Po jeho smrti zdědil zámek jeho bratr Jindřich Filip Halama, který jej nechal přestavět do barokní podoby. Po výměně několika dalších majitelů v roce 1821 koupil panství Jezdkovice Karel František Václav Sedlnický-Odrowąz z Choltic. Rod Sedlnických vlastnil zámek až do roku 1945, kdy byla bezdětná vdova Maria Karolina Anna baronka Sedlnická z Choltic v roce 1946 odsunuta do Eringu v Bavorsku a zámek byl konfiskován.
Ve čtyřicátých letech 19. století byl zámek přestavěn do empírové podoby, v době, kdy se zemský sudí vévodství Slezského Antonín František Karel svobodný pán Sedlnický-Odrowąz z Choltic a jeho žena hraběnka Karolína Augusta von Falkenhayn z Kyjovic rozhodli trvale žít v Jezdkovicích. Stavební práce provedl zednický mistr František Dulný z Hlavnice. V pozdější době byl zámek přeměněn na úřednické byty a kanceláře. Po válce se zámek stal sídlem obecního úřadu, který provádí opravy, dále je zde knihovna, klubovna mládeže a prodejna smíšeného zboží. V šedesátých letech 20. století byl zámek celkově rekonstruován.

## Architektura

### Exteriér
Zámek je trojkřídlá jednopatrová omítaná zděná budova postavena na půdorysu písmene U. Křídla jsou nestejně dlouhá. Jižní průčelí má 13 okenních os, v ose průčelí je dřevěný portál (na hranolových edikulách je nadpražní římsa na konzolách s trojúhelníkovým nástavcem) za ním pokračuje průjezd s valenou klenbou. Fasády jsou hladké. Zámek má zvalbenou sedlovou střechu krytou břidlicí.

### Interiér
V přízemí jsou valené klenby, v patře ploché stropy. V pravém dvorním křídle je místnost s chodbou s valenou klenbu s pětibokými lunetami. Levé křídlo sloužilo jako sýpka.

## Park
Anglický park byl založen na přelomu 19. a 20. století. Na jeho výsadbě a řešení jeho parteru v létě 1846 pracoval zámecký zahradník z Kyjovic. K zámku bylo přistavěno schodiště k propojení zahradního parteru s piano nobile. Rozkládá se na ploše 0,4 ha v nadmořské výšce 345 m. Je vymezen cihlovou ohradní zdí na severní, západní a jižní straně. K nejvýznamnějším dřevinám areálu patří dřín obecný, buk lesní červenolistý, tis červený, skupina habrů obecných, borovice vejmutovka.

## Galerie

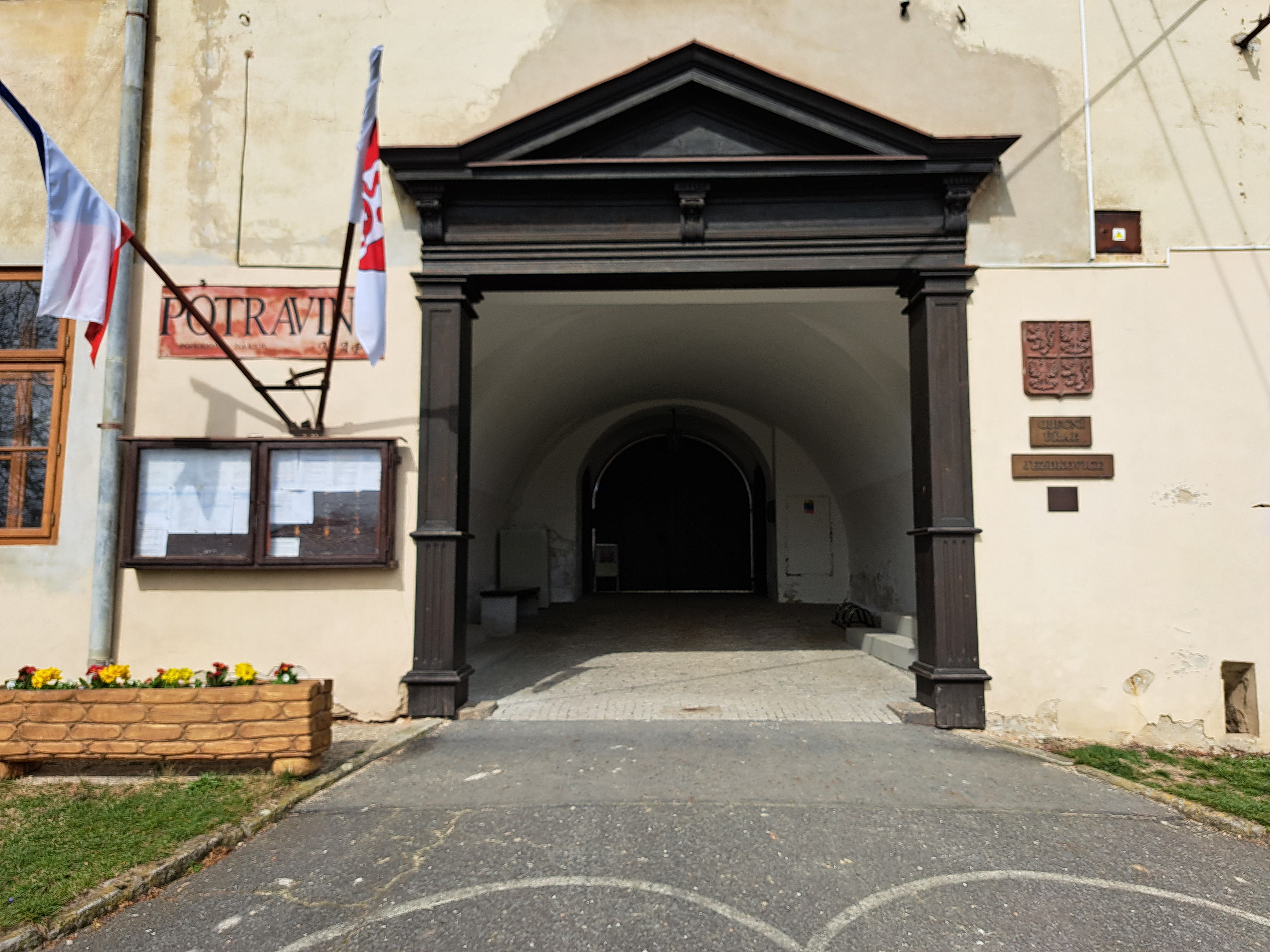
vstup zámek Jezdkovice
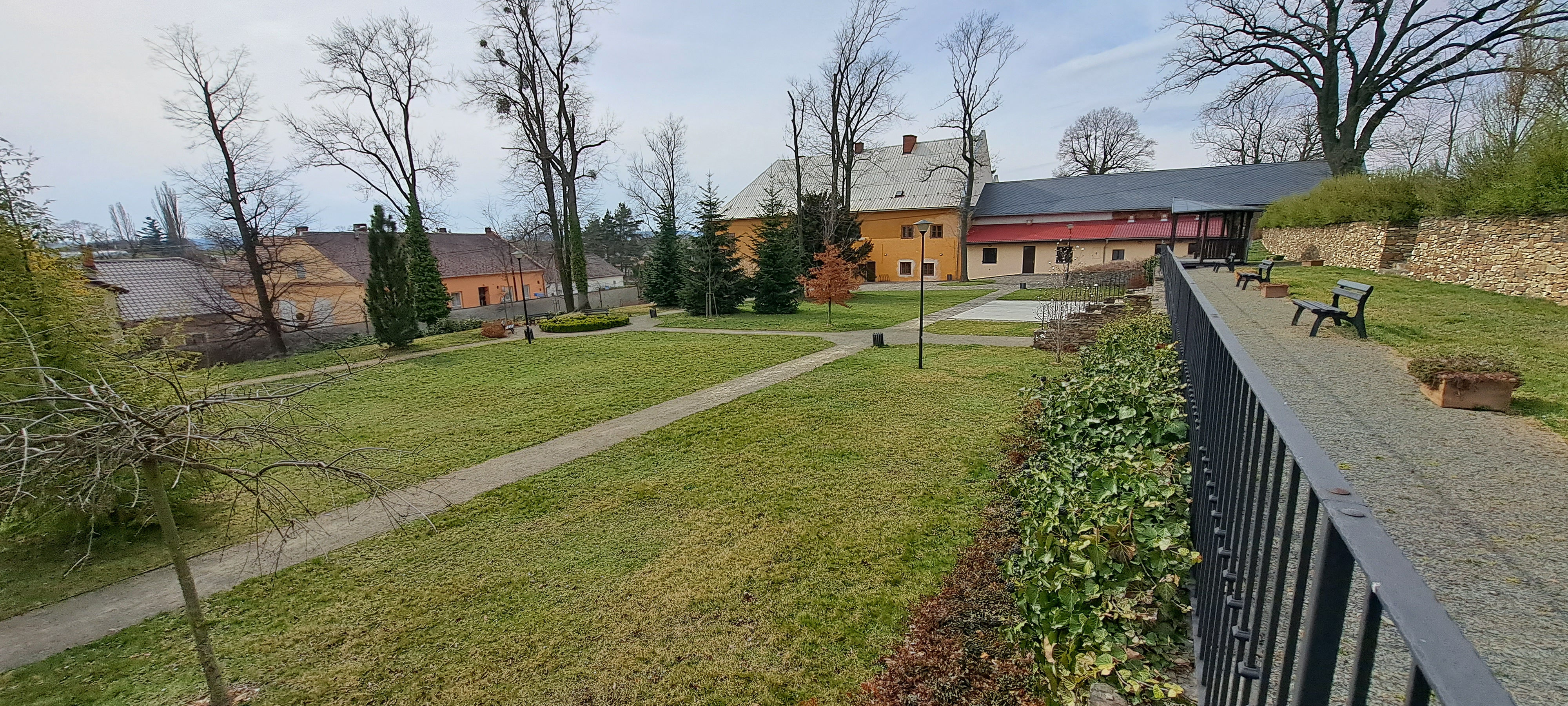
zámecký park
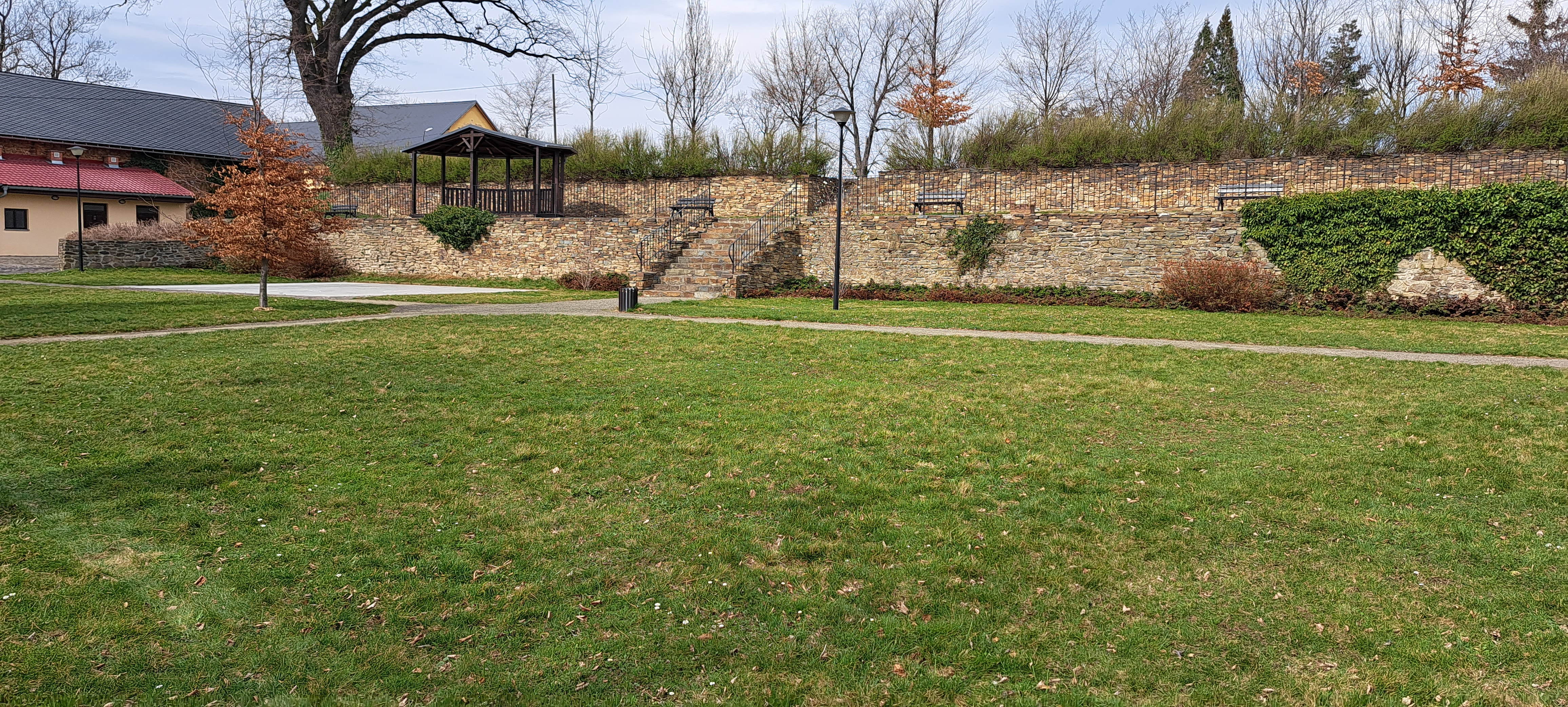
zámecký park